# Keyon Dooling
Keyon Latwae Dooling (ur. 8 maja 1980 w Fort Lauderdale na Florydzie) – amerykański koszykarz, który grał na pozycji rozgrywającego.
Karierę koszykarską rozpoczął w 2000 roku, kiedy to został wybrany z 10 numerem draftu NBA przez Orlando Magic, skąd szybko oddano go do Los Angeles Clippers. Po czterech latach opuścił Los Angeles i jako wolny agent podpisał kontrakt z Miami Heat. Następnie był zawodnikiem Orlando Magic, przez których na początku kariery został wybrany w drafcie. W 2008 dołączył do New Jersey Nets w wymianie na zasadzie sign-and-trade. 19 lipca 2010 roku podpisał kontrakt z Milwaukee Bucks.
9 grudnia 2011 Dooling w ramach wymiany przeszedł do drużyny Boston Celtics. 31 lipca 2012 przedłużył kontrakt z Celtics, jednak 20 września 2012 postanowił zakończyć karierę i został zwolniony przez Celtics. Został później asystentem do rozwoju graczy Celtics, jednak 3 kwietnia powrócił na parkiety NBA, podpisując kontrakt z Memphis Grizzlies. 6 kwietnia 2013 Grizzlies przydzielili go do Reno Bighorns, swojego partnera w NBDL. Powrócił do zespołu następnego dnia.
9 stycznia 2014, dziennikarz Yahoo!, Marc Spears, ogłosił za pomocą Twittera, iż Dooling zakończył sportową karierę.

## Osiągnięcia
Reprezentacja
- Mistrz Ameryk U–19 (1998)[16]
- Wicemistrz świata U–19 (1999)[17]